# Samsung Galaxy Tab S 8.4
Samsung Galaxy Tab S 8.4 — это 8,4-дюймовый планшетный компьютер на базе Android, производимый и продаваемый компанией Samsung Electronics. Он принадлежит к ультра-высокой линейке «S» между сериями Samsung Galaxy Tab и Samsung Galaxy S, которая также включает 10,5-дюймовую модель Samsung Galaxy Tab S 10.5. Он был анонсирован 12 июня 2014 года и впоследствии выпущен 2 июля 2014 года. Он доступен только в вариантах Wi-Fi и в обоих вариантах Wi-Fi, 4G. Это второй 8,4-дюймовый планшет Samsung, который призван стать прямым конкурентом LG G Pad 8.3 и iPad Mini 2.

## История
Galaxy Tab S 8.4 был анонсирован 12 июня 2014 года. Он был показан вместе с Galaxy Tab S 10.5 на выставке Samsung Galaxy Premier 2014 в Нью-Йорке.

## Функции
Galaxy Tab S 8.4 был выпущен с Android 4.4.4 Kitkat. Samsung настроила интерфейс с помощью своего программного обеспечения TouchWiz Nature UX 3.0. Помимо стандартного набора приложений Google, он включает в себя такие приложения Samsung, как ChatON, S Suggest, S Voice, S Translator, S Planner, WatchON, Smart Stay, Multi-Window, Group Play, All Share Play, Samsung Magazine, Professional pack, Multi-user mode и SideSync 3.0.
Galaxy Tab S 8.4 доступен в вариантах только с Wi-Fi и 4G / LTE & WiFi. Объем памяти варьируется от 16 ГБ до 32 ГБ в зависимости от модели, со слотом для карт microSDXC для расширения до 128 ГБ. Цветовые варианты включают белый, угольно-серый и титаново-бронзовый. Он имеет 8,4-дюймовый экран Quad HD Super AMOLED (16:10) с разрешением 2560x1600 пикселей и плотностью пикселей 359 ppi. Он также оснащен 2,1-мегапиксельной фронтальной камерой без вспышки и 8,0-мегапиксельной камерой с автофокусом на задней панели со светодиодной вспышкой. Он также имеет возможность записывать HD-видео.